# Humeston
Humeston és una població dels Estats Units a l'estat d'Iowa. Segons el cens del 2000 tenia 543 habitants.

## Demografia
Segons el cens del 2000, Humeston tenia 543 habitants, 265 habitatges, i 148 famílies. La densitat de població era de 332,8 habitants/km².
Dels 265 habitatges en un 20,8% hi vivien nens de menys de 18 anys, en un 48,3% hi vivien parelles casades, en un 5,7% dones solteres, i en un 43,8% no eren unitats familiars. En el 41,1% dels habitatges hi vivien persones soles el 26,4% de les quals corresponia a persones de 65 anys o més que vivien soles. El nombre mitjà de persones vivint en cada habitatge era de 2,05 i el nombre mitjà de persones que vivien en cada família era de 2,79.
Per edats la població es repartia de la següent manera: un 20,3% tenia menys de 18 anys, un 5,5% entre 18 i 24, un 23,9% entre 25 i 44, un 21,5% de 45 a 60 i un 28,7% 65 anys o més.
L'edat mediana era de 46 anys. Per cada 100 dones de 18 o més anys hi havia 82,7 homes.
La renda mediana per habitatge era de 22.917 $ i la renda mediana per família de 33.214 $. Els homes tenien una renda mediana de 26.563 $ mentre que les dones 16.125 $. La renda per capita de la població era de 15.617 $. Entorn del 13,9% de les famílies i el 21,4% de la població estaven per davall del llindar de pobresa.

## Poblacions més properes
El següent diagrama mostra les poblacions més properes.